# 孕吐
孕吐（morning sickness），俗稱害喜，中醫稱為惡阻，也稱為在孕期時嘔吐（nausea and vomiting of pregnancy, NVP），是懷孕期間的症狀，包含噁心或嘔吐。雖然英文直譯為晨間不適，噁心或嘔吐的情況卻可能在一天中任何時段發生。典型的孕吐症狀發生在懷孕第四週到第十六週之間 ，約有10%的女性在懷孕第二十週後還是有此症狀。嚴重的症狀稱為妊娠劇吐，且可能導致體重減輕。孕吐是許多孕婦在懷孕初期會經歷的一種生理現象，約發生自受孕後第5、6週，但也有更早的，因人而異。孕吐常在早晨特別明顯，所以英語稱孕吐為「Morning Sickness」，意即「晨间恶心」。孕吐往往造成孕婦的身心不適，嚴重的孕吐需要接受治療，不過也有孕婦的孕吐現象不明顯甚至本人並無特別的感覺。孕吐的原因尚未有定論。
孕吐的原因尚不明朗，但可能跟人絨毛膜促性腺激素的變化有關。有人認為這可能有利於演化，僅有在其他可能原因被歸類、排除後，診斷才有意義。孕吐一般不會有腹痛、發熱或頭痛等症狀。
輕微的病例可能不需要除了清淡飲食以外的具體治療 。如果需要進行治療，首要推薦為服用吡哆醇和維生素B6的複合藥物。目前有部分試驗的結果支持使用薑；對嚴重的病例，採用其他療方可能不會有幫助，可以嘗試甲基培尼皮質醇。體重減輕的女性可能需要管灌飲食。
孕吐在某程度上影響了80%的懷孕女性，約有60%的女性曾嘔吐，約有1.6%會發生妊娠劇吐。孕吐可能對生活品質帶來負面影響，造成懷孕時期間的工作能力下降、健康照護的花費。通常輕微到中度的孕吐病例不會影響胎兒，大部分嚴重病例仍可能照常生產。有些女性會因為症狀嚴重而選擇墮胎，症狀嚴重時有可能發生併發症如魏尼凱氏腦病變或食道破裂。